# Nemotelus brevirostis
Nemotelus brevirostis är en tvåvingeart som beskrevs av Johann Wilhelm Meigen 1822. Nemotelus brevirostis ingår i släktet Nemotelus och familjen vapenflugor. Inga underarter finns listade i Catalogue of Life.